# Saskia Burešová
Saskia Burešová, provdaná Obdržálková, (* 29. července 1946 Tornaľa) je česká rozhlasová a televizní moderátorka a hlasatelka.

## Životopis
V Československé a následně České televizi působí od roku 1967, nyní připravuje pravidelný týdenní pořad Kalendárium, v Českém rozhlase pak pořad Kolotoč.
V roce 1967 začala uvádět společně s Eduardem Hrubešem pravidelný čtrnáctidenní pořad určený pro vojáky základní služby, který se nazýval Poštovní schránka. Po okupaci Československa v srpnu 1968 byl pořad přejmenován na Dopravní magazín a ve své původní podobě zanikl. Poté působila jako hlasatelka Československé televize. V letech 1971–1975 také uváděla s Vladimírem Dvořákem estrádní televizní pořad Televarieté.
Poslední den roku 1992 se proslavila tím, že v přímém přenosu oznamovala rozdělení Československa. Od roku 1993 uvádí pořad Kalendárium, vysílaný na programu ČT1 v neděli dopoledne, ve kterém připomíná zajímavá výročí týdne. Zpočátku byl režisérem pořadu Zdeněk Beránek, později manžel Burešové, který do pořadu vnesl zábavné prvky a triky.
V 90. letech uváděla kromě Kalendária ještě pořady Vstupte, prosím a Neznámé osudy známých. Jako hlasatelka skončila v roce 2000 kvůli nesouhlasu s nově zavedeným systémem střídání směn po celých týdnech.
Působí také jako voiceoverka, neboť namlouvá komentáře pro populárně naučné filmy. Spolu s Vítkem Chadimou napsala autobiografickou knihu Saskia, v níž vypráví nejen o své zajímavé profesi, ale vzpomíná i na své televizní kolegy.
Jejím manželem je od roku 1972 televizní režisér Petr Obdržálek (* 1941), se kterým má syna Petra (* 1974).